# Szirtes Ádám
Szirtes Ádám (született Szvitek, Tápiósáp, 1925. február 10. – Budapest, 1989. július 27.) Kossuth- és Jászai Mari-díjas magyar színművész, érdemes és kiváló művész.

## Élete
A Színház- és Filmművészeti Főiskola elvégzése után 1950-től egy-egy évadot töltött a Bányász, illetve a Honvéd Színházban. 1952-től a Miskolci Nemzeti Színház, 1957-től a Nemzeti Színház, 1974-től a győri Kisfaludy Színház tagja volt. 1976-tól 1985-ig a Thália Színház művésze. Nyugalomba vonulása után is folyamatosan játszott.
Lánya, Szirtes Ági Kossuth-díjas színművész, a Budapesti Katona József Színház alapító tagja. Unokája, Pálmai Anna a családi tradíció folytatója, 2007 óta édesanyjával azonos társulat tagja. Szirtes Ádám a Nemzeti tagjaként több darabban is szerepelt az akkori „Katonában”.

## Karakterek

Mészáros Ágival a Talpalatnyi föld egyik jelenetében (1948)

Ízes beszédmódja, alkata miatt kezdetben munkáshősök, parasztfigurák sorát alakította, később tudatos, eszköztelen, markáns jellemformálása sokféle karakter emlékezetes alakításához vezetett. Számos magyar film főszerepében nyújtott sikeres alakítást.
Első filmjében, az 1948-ban bemutatott Talpalatnyi földben rögtön főszerepet kapott. Góz Jóska karakterének megformálásához először Gábor Miklós neve merült fel, végül Bán Frigyes rendező választása azért esett az akkor még másodéves főiskolai hallgató Szirtes Ádámra, mert új arcot szeretett volna a filmjéhez. Szirtes filmbeli szerelmét, Juhos Marikát az akkor már hírnevesnek számító, nála tizenegy évvel idősebb Mészáros Ági alakította. A szerep azonnal ismertté és népszerűvé tette a nevét.

## Szerepeiből

### Színház
- Zuboly (Shakespeare: Szentivánéji álom)
- Tuskó (Shakespeare: Szeget szeggel)
- Balga (Vörösmarty Mihály: Csongor és Tünde)
- Tiborc (Katona József Bánk bán)
- Petúr bán (Katona József: Bánk bán)
- Hulla János (Móricz Zsigmond: Úri muri)
- Nagyapó (Maurice Maeterlinck: Kék madár)
- Ilmarinen (Kalevala)
- Címszerep (Szigligeti Ede: A cigány)
- Vonyó (Dobozy Imre: Eljött a tavasz)
- Sámson (Petőfi Sándor: Tigris és Hiéna)
- Címszerep (Sárközi György: Dózsa)
- Nagy Dezső (Örkény István: Sötét galamb)
- Jackó László (Karinthy Ferenc: Házszentelő)
- Balogh Anti (Sánta Ferenc: Húsz óra)
- Gavrila (Solohov: Emberi sors)
- Kazangap (Csingiz Ajtmatov–Elbert János–Kazimir Károly: Az évszázadnál hosszabb ez a nap)
- Matuzsa (Tamási Áron: Ördögölő Józsiás)

### Mozgókép

#### Játékfilmek
- Talpalatnyi föld (1948)
- Szabóné (1949)
- Kis Katalin házassága (1950)
- Felszabadult föld (1950)
- Nyugati övezet (1951)
- Ütközet békében (1951)
- Kiskrajcár (1953)
- Föltámadott a tenger I-II. (1953)
- A város alatt (1953)
- Simon Menyhért születése (1954)
- Hintónjáró szerelem (1954)
- Különös ismertetőjel (1955)
- Gázolás (1955)
- Dandin György, avagy a megcsúfolt férj (1955)
- Körhinta (1955)
- Ünnepi vacsora (1957)
- Bakaruhában (1957) ... Jakab János
- Égi madár (1958)
- Razzia (1958)
- Kölyök (1959)
- Ház a sziklák alatt (1959)
- A harminckilences dandár (1959) ... Nagy Jóska
- Pár lépés a határ (1959)
- A megfelelő ember (1960)
- Virrad (1960)
- Alázatosan jelentem (1960)
- Katonazene (1961)
- Megszállottak (1962)  – Kecskés János, igazgató
- Felmegyek a miniszterhez (1962)
- Legenda a vonaton (1962)
- Áprilisi riadó (1962)
- Párbeszéd (1963)
- Hattyúdal (1964)
- Háry János (1965)
- Húsz óra (1965)
- Hideg napok (1966)
- Minden kezdet nehéz (1966)
- Szentjános fejevétele (1966)
- Az özvegy és a százados (1967)
- Ünnepnapok (1967)
- Szevasz, Vera! (1967) (szinkronhang)
- ...hogy szaladnak a fák (1967)
- A veréb is madár (1968)
- Eltávozott nap (1968)
- Próféta voltál szívem (1968)
- Pokolrév (1969)
- Egy őrült éjszaka (1969)
- A beszélő köntös (1969)
- Arc (1970)
- Szerelmi álmok 1-2. (1970)
- Gyula vitéz télen-nyáron (1970)
- Egy őrült éjszaka (1970)
- Utazás a koponyám körül (1970)
- Mérsékelt égöv (1970)
- Érik a fény (1970)
- Macskajáték (1972)
- Romantika (1972)
- Kakuk Marci (1973)
- A szerelem hétköznapjai (1973)
- Kincskereső kisködmön (1973)
- Álljon meg a menet! (1973)
- Csínom Palkó (1973)
- Holnap lesz fácán (1974) ... Kozma
- Legenda a nyúlpaprikásról (1975)
- Árvácska (1976)
- A néma dosszié (1977)
- Ékezet (1977)
- Kojak Budapesten (1980)
- Színes tintákról álmodom (1980)
- Egymásra nézve (1982)
- Álombrigád (1983)
- Szeretők (1984)
- Gyerekrablás a Palánk utcában (1985)
- Tiszta Amerika (1987)
- Tüske a köröm alatt (1988)
- A legényanya (1988)

#### Tévéfilmek
- Asszony a telepen (1963)
- Tücsök (1963)
- Az idegen ember (1964)
- Rab Ráby (1964)
- Vízivárosi nyár (1964)
- Négy lány egy udvarban (1964)
- Szeptember (1964)
- A koppányi aga testamentuma (1967)
- Irány Mexikó! (1968)
- Bors 1-15. (1968)
- A holtak visszajárnak (1969)
- Csak egy telefon (1970)
- Pillangó (1970)
- Egy óra múlva itt vagyok… (1971 - tévésorozat)
- A fekete város 1-7. (1971)
- Rózsa Sándor 1-6. (1971)
- György barát (1972)
- És mégis mozog a föld (1973)
- Fürdés (1974)
- Napraforgó (1974)
- Pocok, az ördögmotoros (1974-tévésorozat)
- Embersirató (1974)
- Kisember születik (1975)
- Party (1977)
- Oidipusz király (1977)
- Zokogó Majom 1-5. (1978)
- Az ünnepelt (1978)
- Tengerre néző cellák (1978)
- Az elefánt (1978)
- Küszöbök (1978-tévésorozat)
- A közös bűn (1979)
- Rab ember fiai (1979)
- A Sipsirica 1-2. (1980)
- Családi kör (1980)
- Wiener Walzer (1980)
- A Mi Ügyünk, avagy az utolsó hazai maffia hiteles története (1980)
- Faustus doktor boldogságos pokoljárása (1982)
- Hamlet (1983)
- Csodatopán (1984)
- Az eltüsszentett birodalom (1985)
- Bevégezetlen ragozás (1985)
- Széchenyi napjai (1985)
- Dráma a vadászaton (1985)
- Máz (1986)
- Dráma a vadászaton (1986)
- Aranyidő (1986)
- A néger (1986)
- Ítéletidő (1987)
- Tűrhető Lajos (1988)
- A védelemé a szó (1988)
- Öcsi, a sztár (1988)
- Erdély aranykora 1-2. (1989)

#### Portréfilmek róla
Magyar Televízió: Három arckép (1970), 1976, 1980, 1988.

## Rádió
- Kodolányi János: Vidéki történet (1961)
- Kékesdi Gyula: Új élet küszöbén (1964)
- Lunacsarszkij: Cromwell (1965)
- Révész Tibor: Katonadolog (1965)
- Szergej Zaligin: Az Irtis mentén (1966)
- Vera Panova: Szállnak az évek (1967)
- F. Rácz Kálmán: Narancs az ágyon (1969)
- Arany János: Jóka ördöge (1970)
- Fodor Mária: Délibáb (1970)
- Balázs József: Koportos (1977)
- Rákosy Gergely: Csak egy csap (1977)
- Emile Zola: Mouret abbé vétke (1978)
- Tatay Sándor: Kinizsi Pál (1980)
- Ondrej Sliacky-Eugen Gindl: Száguldás (1980)
- Barabás Tibor: Rákóczi hadnagya (1983)
- Csurka István: Őszi délelőtt a tanyán (1985)
- Gyárfás Endre: A holló árnyéka (1985)
- Walter Scott: A lammermoori nász (1985)
- Nagy Lajos: A fiatalúr megnősül (1989)

## Jegyzetek

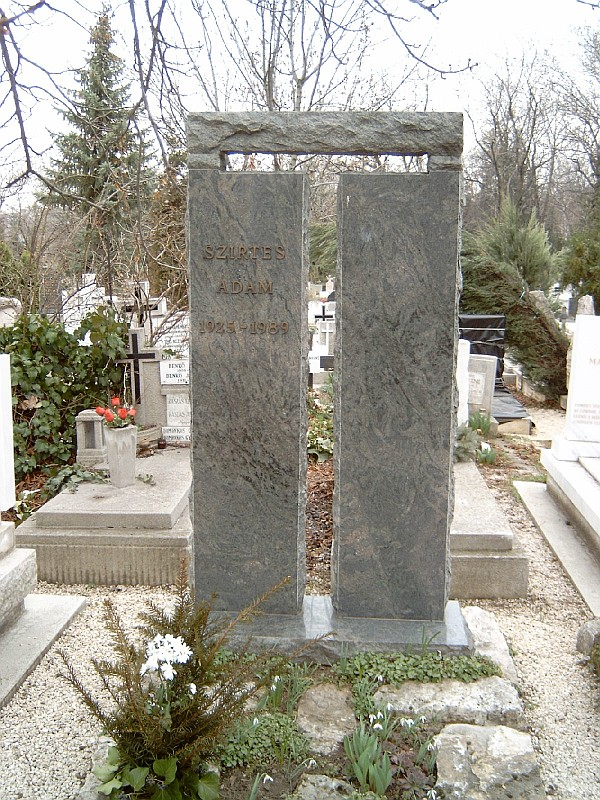
Sírja Budapesten. Farkasréti temető: 31-1-96.

## Díjai, elismerései

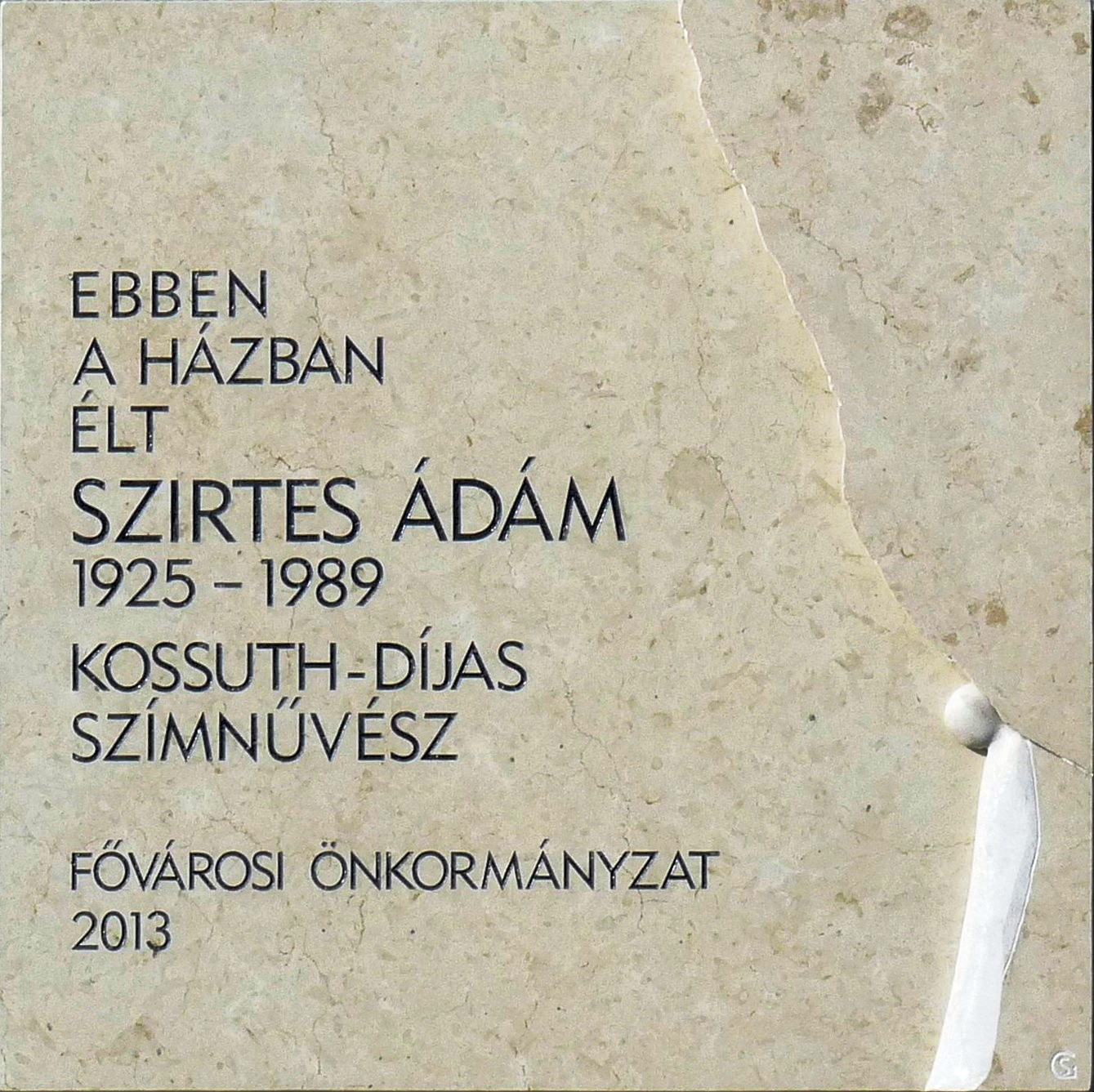
Szirtes Ádám emléktáblája egykori lakhelyén (Budapest II. ker., Árpád fejedelem útja 20.

- Jászai Mari-díj (1955)
- Balázs Béla-díj (1960)
- SZOT-díj (1969)
- Érdemes művész (1970)
- Kiváló művész (1983)
- Kossuth-díj (1988)

## Könyvek
- Életünk, életem! (2016)